# Opilio sachaliensis
Opilio sachaliensis is een hooiwagen uit de familie echte hooiwagens (Phalangiidae).